# 小林大起
小林 大起（こばやし だいき、1992年5月15日 - ）は、神奈川県横浜市出身のバスケットボール選手である。ポジションはポイントガード。2020-21シーズンよりバンビシャス奈良選手

## 来歴
横浜市の中学1年次に、あんどうたかおの知人であるアメリカ人エージェントMr.Wadeに推薦されてアディダス・フェノムキャンプに参加、アジア人で唯一同学年のオールスターに選ばれた。2年で中学を中退して、テキサス州の某高校に入学しその高校で3年間プレイした。高校3年生の時ワシントン州のJohn F Kennedy Catholic High schoolに転校した。同校を卒業後、2012-2013年シーズンは、横浜ビー・コルセアーズに練習生として所属した。2013年7月19日、新潟アルビレックスBBと選手契約を結んだ。2014-15シーズンは群馬クレインサンダーズと契約。

## プレイスタイル
元NBA選手のアレン・アイバーソンを心から尊敬しており、決して高くない自分の身長を全く不利じゃないようにプレイする。彼の一番の武器はドリブルであり、小学生の頃から学校へ行く道をバスケットボールをドリブルしながら通ったというマンガの主人公っぷりの生活を送っていた。そのために彼のドリブルの中には彼独特のリズムが存在する。
決してシュートレンジは広い方ではない。しかしその分ドライブには定評がある。
テキサス州の高校に在学していたころは平均得点20点という記録を3年間続け、PGながらSG並みのスコア力を見せた。これだけ得点しながら決して自己中心的なプレーが多いわけではなく、むしろパスの方が多かった。彼の高校最後の年のアシスト記録は約8だが、それは受け取ってから一度でもボールをつくとアシストが消えてしまうためだった。
中々点が決まらない展開になるとPGだが自ら切り込んで行き、目にも止まらぬ速攻で得点してみせることが多々あった。

## 経歴
- John F Kennedy Catholic High school（アメリカ合衆国） - 横浜ビー・コルセアーズ（bjリーグ、2012-13） - 新潟アルビレックスBB（2013-2014） - 群馬クレインサンダーズ（2014-）

## 記録
| シーズン         | チーム | GP | GS | MPG | FG%  | 3P%  | FT%  | RPG | APG | SPG | BPG | TO  | PPG |
| ---------------- | ------ | -- | -- | --- | ---- | ---- | ---- | --- | --- | --- | --- | --- | --- |
| bjリーグ 2013-14 | 新潟   | 6  |    |     |      |      |      |     |     |     |     |     |     |
| bjリーグ 2014-15 | 群馬   | 13 |    |     |      |      |      |     |     |     |     |     |     |
| bjリーグ 2015-16 | 群馬   | 8  |    | 3.9 | .333 | .250 | .667 | 0.3 | 0.7 | 0.2 | 0   | 1.0 | 1.9 |
| B2 2016-17       | 広島   |    |    |     |      |      |      |     |     |     |     |     |     |